# Martha Layne Collins
Martha Layne Collins ( de soltera Hall ; nacida el 7 de diciembre de 1936) es una ex empresaria y política estadounidense de la Commonwealth de Kentucky ; fue elegida gobernadora número 56 del estado de 1983 a 1987, la primera mujer en ocupar el cargo y la única hasta la fecha. Antes de eso, se desempeñó como la 48.ª  vicegobernadora de Kentucky, bajo John Y. Brown, Jr. Su elección la convirtió en la mujer demócrata de más alto rango en los EE. UU. Fue considerada como posible compañera de fórmula del candidato presidencial demócrata Walter Mondale en las elecciones presidenciales de 1984, pero Mondale eligió a la congresista Geraldine Ferraro en su lugar.
Después de graduarse de la Universidad de Kentucky, Collins trabajó como maestra de escuela mientras su esposo terminaba la carrera de odontología. Se interesó por la política y trabajó tanto en la campaña para gobernador de Wendell Ford en 1971 como en la campaña para el Senado de los Estados Unidos de Walter "Dee" Huddleston en 1972. En 1975, fue elegida secretaria del Partido Demócrata del estado y fue elegida secretaria de la Corte de Apelaciones de Kentucky. Durante su mandato como secretaria, una enmienda constitucional reestructuró el sistema judicial del estado y la Corte de Apelaciones se convirtió en la Corte Suprema de Kentucky. Collins continuó como secretario del tribunal renombrado y trabajó para educar a los ciudadanos sobre el nuevo papel del tribunal.
Collins fue elegido vicegobernador del gobernador John Y. Brown Jr. en 1979. Collins ejerció de gobernadora en funciones durante más de 500 días de los cuatro años de mandato de Brown, ya que el gobernador se encontraba frecuentemente fuera del país. En 1983 derrotó al republicano Jim Bunning y se convirtió en la primera mujer gobernadora de Kentucky. Su administración dio prioridad al desarrollo económico y a la educación. Llevó a cabo una campaña de concienciación pública en todo el estado antes de una sesión legislativa especial al año siguiente, tras no conseguir más fondos para la educación durante la sesión legislativa de 1984; el programa modificado se aprobó durante esa sesión. En 1986, consiguió que una fábrica de Toyota se instalara en Georgetown, Kentucky, gracias a incentivos económicos. El Tribunal Supremo de Kentucky desestimó en última instancia las impugnaciones legales a los incentivos, que, de haber prosperado, habrían costado al Estado la planta y los beneficios económicos asociados. Bajo la dirección de Collins, el estado experimentó un crecimiento económico sin precedentes.
En ese momento, los gobernadores de Kentucky no eran elegibles para la reelección . Collins enseñó en varias universidades después de su mandato de cuatro años como gobernadora. De 1990 a 1996, fue presidenta del Saint Catharine College cerca de Springfield, Kentucky . La condena en 1993 del esposo de Collins, el Dr. Bill Collins, en un escándalo de tráfico de influencias, dañó sus esperanzas de regresar a la vida política. Antes de la condena de su marido, se rumoreaba que sería candidata al Senado de los Estados Unidos o que ocuparía un puesto en la administración del presidente Bill Clinton . De 1998 a 2012, Collins se desempeñó como becaria ejecutiva en residencia en Georgetown College .

## Primeros años de vida
Martha Layne Hall nació el 7 de diciembre de 1936 en Bagdad, Kentucky, hija única de Everett y Mary (Taylor) Hall. Cuando Martha Layne estaba en sexto grado, su familia se mudó a Shelbyville, Kentucky, y abrió la Funeraria Hall-Taylor. Martha Layne participó en numerosas actividades extracurriculares tanto en la escuela como en la iglesia bautista local. Sus padres participaban activamente en la política local, trabajando para las campañas de varios candidatos demócratas, y Hall se unía a ellos con frecuencia, rellenando sobres y entregando panfletos de puerta en puerta.
Martha Layne asistió a la escuela secundaria de Shelbyville, donde fue una buena estudiante y animadora. Con frecuencia compitió en concursos de belleza y ganó el título de Reina del Festival del Tabaco del Condado de Shelby en 1954. Después de la secundaria, Hall se matriculó en Lindenwood College, entonces una universidad para mujeres en Saint Charles, Misuri (ahora es una universidad mixta). Después de un año en Lindenwood, se transfirió a la Universidad de Kentucky en Lexington, Kentucky . Participó activamente en muchos clubes, incluida la hermandad social Chi Omega, la Unión de Estudiantes Bautistas y el club de economía doméstica, y también fue presidenta de su dormitorio y vicepresidenta del consejo de presidentes de la casa.
En 1957, Hall conoció a Billy Louis Collins mientras asistía a un campamento bautista en el condado de Shelby. Era estudiante en Georgetown College en Georgetown, Kentucky, a unas 13 millas de Lexington; él y Hall salieron mientras terminaban sus estudios. Hall obtuvo una licenciatura en Ciencias en Economía Doméstica en 1959. Habiendo ganado el título de Reina del Festival del Derby de Kentucky a principios de ese año, consideró brevemente una carrera como modelo. En cambio, ella y Collins se casaron poco después de su graduación. Mientras vivía en Louisville, la pareja tuvo dos hijos.
En 1966, los Collins se mudaron a Versailles, Kentucky, donde Martha enseñó en la Escuela Secundaria del Condado de Woodford. La pareja participó activamente en varias organizaciones cívicas, incluidas Jaycees y Jayceettes y el Young Democratic Couples Club. A través del club, trabajaron en nombre de la fallida campaña para gobernador de Henry Ward en 1967.

## Carrera política temprana

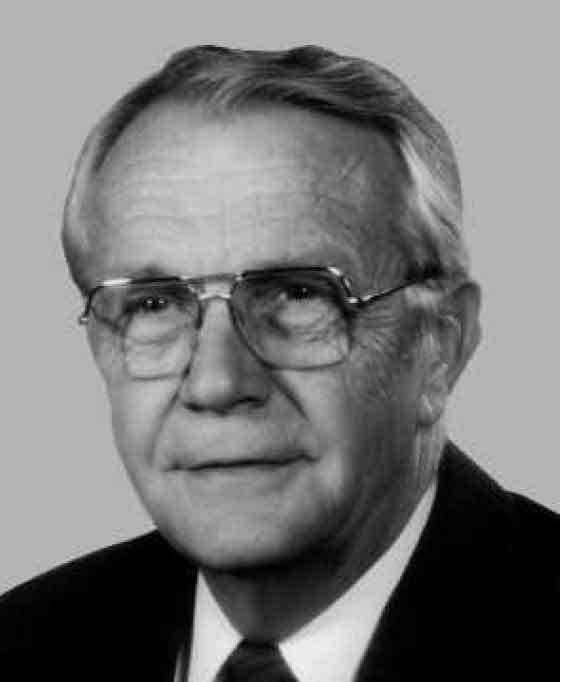
Wendell Ford; Collins trabajó en su campaña para gobernador de 1971

En 1971, Collins era el presidente de los Jayceettes; a través de su trabajo allí, llamó la atención del senador estatal demócrata Walter "Dee" Huddleston . Huddleston le pidió a Collins que copresidiese la campaña para gobernador de Wendell Ford en el Distrito 6 . JR Miller, entonces presidente del Partido Demócrata del estado, comentó que "Ella organizó ese distrito como no lo creerías". Después de la victoria de Ford, nombró a Collins como miembro del Comité Nacional Demócrata de Kentucky. Renunció a su trabajo docente y se fue a trabajar a tiempo completo en la sede estatal del Partido Demócrata, como secretaria del partido Demócrata estatal y como delegada a la Convención Nacional Demócrata de 1972 . Al año siguiente, trabajó para la campaña de Huddleston para el Senado de los Estados Unidos .
En 1975, Collins ganó la nominación demócrata para Secretario de la Corte de Apelaciones de Kentucky en una primaria de cinco vías. En las elecciones generales, derrotó al republicano Joseph E. Lambert por 382.528 votos contra 233.442. Collins fue la última persona en ocupar el cargo de Secretaria del Tribunal de Apelaciones y la primera en ocupar el cargo de Secretaria del Tribunal Supremo. Durante su mandato, una enmienda a la Constitución del Estado cambió el nombre del Tribunal de Apelaciones por el de Tribunal Supremo de Kentucky. Colaboró con el Departamento de Educación del Estado en la elaboración de un manual para profesores destinado a las escuelas públicas, en el que se detallaban los cambios introducidos en el sistema judicial como consecuencia de la enmienda constitucional. Como secretaria, también creó y distribuyó un folleto sobre el nuevo papel del Tribunal Supremo. Collins fue elegida Mujer de Logro de 1976 por la sección de Mujeres Empresarias y Profesionales del condado de Woodford, y en 1977 el gobernador de Kentucky, Julian Carroll, la nombró Directora Ejecutiva de la Fuerza de Amistad.
En un campo que incluía a seis candidatos principales, Collins aseguró la nominación demócrata para vicegobernador en las primarias de 1979, obteniendo 23 por ciento de los votos. Derrotó cómodamente al republicano Hal Rogers en las elecciones generales. Como vicegobernadora, viajó por el estado, asistiendo a ceremonias en lugar del gobernador demócrata John Y. Brown, Jr., a quien no le gustaban estos eventos formales y, a menudo, optaba por no asistir. Al final de su mandato, declaró que había visitado los 120 condados de Kentucky.
Como vicegobernador, Collins presidió el Senado estatal. Los miembros de los dos partidos principales elogiaron a Collins por su imparcialidad y conocimiento del procedimiento parlamentario en este cargo. Fue llamada dos veces para desempatar votos en el Senado, una en un proyecto de ley que permitía a los maestros del estado participar en negociaciones colectivas y otra en un proyecto de ley para permitir sucursales bancarias a través de las fronteras del condado dentro del estado; en ambos casos votó en la negativa, matando el proyecto de ley. Durante su mandato, también presidió la Conferencia Nacional de Vicegobernadores, convirtiéndose en la primera mujer en ocupar ese cargo. En 1982, fue nombrada miembro de la junta de regentes del Seminario Teológico Bautista del Sur en Louisville.

## Elección de gobernador de 1983
Casi al final de su mandato como vicegobernadora, Collins anunció su intención de postularse para gobernadora en 1983. Sus oponentes a la nominación demócrata incluyeron al alcalde de Louisville , Harvey Sloane, y Grady Stumbo, exsecretario del Departamento de Recursos Humanos del estado. Collins contó con el apoyo de muchos líderes del Partido Demócrata, pero justo antes de las primarias, el gobernador Brown respaldó a Stumbo y afirmó que tanto Sloane como Collins utilizarían su poder de designación de gobernadores para dispensar el patrocinio del partido. Aunque esta era una práctica común en ese momento, Brown la evitó notablemente durante su mandato. Con 223.692 votos, Collins superó a Sloane (219.160 votos) y Stumbo (199.795 votos) para asegurar la nominación. Sloane pidió un nuevo examen de las papeletas, pero finalmente decidió que no cambiaría el resultado y admitió la derrota.

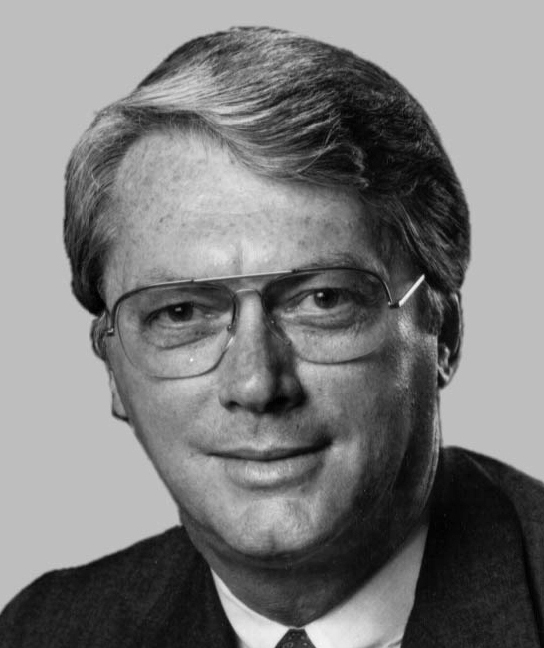
Jim Bunning fue el oponente republicano de Collins en las elecciones para gobernador de 1983.

En las elecciones generales, Collins se enfrentó al senador estatal republicano Jim Bunning, quien más tarde fue elegido miembro del Salón de la Fama del Béisbol por sus logros como lanzador profesional. La Organización Nacional de Mujeres, el Fondo Nacional de Campañas de Mujeres y el Caucus Político de Mujeres se negaron a respaldar a Collins, citando su tibio apoyo a la Enmienda de Igualdad de Derechos y su oposición al aborto excepto en casos de violación, incesto o cuando la vida de la madre estaba en peligro Pero Bunning no fue agradable en la campaña electoral y tuvo dificultades para encontrar temas que atrajeran a los votantes tradicionalmente demócratas hacia él. Su catolicismo era una responsabilidad política entre los votantes mayoritarios protestantes. Collins ganó la elección con una votación de 561,674 a 454,650, convirtiéndose en la primera, y hasta la fecha única, mujer en ser elegida gobernadora de Kentucky.
Collins entregó al Partido Demócrata estatal los 242.000 dólares extra de las arcas de su campaña tras ganar. La prensa estatal afirmó que el nombramiento del marido de Collins como tesorero estatal del partido, con un salario anual de 59.900 dólares, era una estratagema para transferir fondos de la campaña a su cuenta personal. (El anterior tesorero estatal demócrata había trabajado sin remuneración.) El Dr. Collins dejó su puesto de tesorero en respuesta a las críticas de los medios. Todos los interesados insistieron en que la gobernadora Collins no había recibido información sobre el nombramiento de su marido. Las críticas de los medios a Collins persistieron cuando varios de sus nombramientos para el gabinete ejecutivo recayeron en personas que percibían como inexpertas y que habían ocupado puestos cruciales en sus campañas anteriores. Gilbert McCarty, recién nombrado comisario de seguros, accedió a la petición de Blue Cross Blue Shield de una subida de tarifas del 17%, después de que su predecesor la hubiera rechazado unos días antes. Collins revocó rápidamente la aprobación y convocó una audiencia pública sobre la cuestión.

## Gobernador
En su primer discurso ante la legislatura, Collins pidió $324 adicionales millones de la Asamblea General de Kentucky, la mayor parte asignados a la educación. Los ingresos adicionales se derivarían del paquete de impuestos propuesto por Collins, que incluía aumentar el impuesto sobre la renta de las personas que ganan más de $ 15,000 al año, extender el impuesto sobre las ventas para cubrir servicios como reparación de automóviles y limpieza en seco, y aumentar el impuesto sobre licencias corporativas. Después de la oposición a su propuesta desarrollada entre los legisladores durante la sesión legislativa bienal de 1984, Collins revisó el paquete fiscal. Retuvo el aumento del impuesto sobre licencias corporativas, pero reemplazó las modificaciones del impuesto sobre las ventas y el impuesto sobre la renta con un impuesto sobre la renta personal fijo del cinco por ciento y eliminó gradualmente las deducciones por depreciación que las corporaciones podrían reclamar en sus impuestos estatales.
Con el estado aún recuperándose de una recesión económica y un próximo año electoral, los legisladores se negaron a aumentar los impuestos. Collins finalmente retiró su solicitud y en su lugar presentó un presupuesto de continuación. Se aprobaron algunas propuestas educativas defendidas por Collins, que incluyen jardín de infantes obligatorio, programas de recuperación para niños de escuela primaria, pruebas obligatorias y pasantías para maestros, y la implementación de la administración judicial para escuelas de bajo rendimiento. Entre los otros logros de la sesión legislativa de 1984 se encuentran la aprobación de una ley más estricta sobre la conducción en estado de ebriedad y una medida que permite a las empresas bancarias estatales comprar otros bancos dentro del estado.

### Consideración para vicepresidente
En virtud de su elección como gobernadora de Kentucky, Collins se convirtió en la mujer demócrata de mayor rango en la nación. Las únicas dos mujeres en el Senado de los EE. UU. en ese momento eran republicanas, y Collins era la única mujer gobernadora de cualquier estado. Poco después de su elección, apareció en Good Morning America, donde le preguntaron sobre su interés en la vicepresidencia y dio una respuesta evasiva. Cuatro días después de su toma de posesión como gobernadora, fue elegida para dar la respuesta demócrata al discurso radial semanal del presidente Ronald Reagan . En una conferencia de prensa posterior a su discurso, se le preguntó nuevamente a Collins si estaría dispuesta a ser considerada como la candidata a vicepresidente de los demócratas en las próximas elecciones ; ella respondió: "No, no en este momento".
A mediados de 1984, el Comité Nacional Demócrata eligió a Collins para presidir la Convención Nacional Demócrata de 1984 en San Francisco . Este compromiso impidió que Collins presidiera la delegación estatal a la convención, como era típico de los gobernadores. El partido nombró al hijo de Collins, Steve, como presidente del estado. Antes de la convención, Walter Mondale, el presunto candidato presidencial, entrevistó a Collins como posible candidato a la vicepresidencia antes de elegir a Geraldine Ferraro como su compañera de fórmula. Un escritor de The Miami Herald opinó más tarde, basándose en entrevistas con asesores de Mondale, que Mondale nunca consideró seriamente a Collins. Informó que ella fue incluida en su lista de posibles compañeras de fórmula principalmente para mitigar posibles cargos de "simbolismo" al considerar a otras mujeres y minorías.

### Propuestas de educación
En enero de 1985, Collins renovó su impulso por fondos y cambios adicionales para la educación al designarse a sí misma como secretaria del Gabinete de Educación y Humanidades del estado. Luego del anuncio, Collins y varios legisladores clave realizaron una serie de reuniones en cada condado, defendiendo los cambios propuestos por ella y buscando información sobre los tipos de cambios que deseaban los ciudadanos del estado. En las reuniones, Collins tuvo cuidado de separar los temas de su plan educativo propuesto y los posibles aumentos de impuestos. Ella creía que la oposición al aumento de impuestos había impedido que se promulgara su paquete anterior.
Collins anunció un nuevo paquete educativo en junio de 1985 que incluía un aumento salarial general del cinco por ciento para los maestros, una reducción en el tamaño de las clases, financiamiento para proyectos de construcción, ayudantes para cada maestro de jardín de infantes en el estado y una "ecualización de poder". programa para hacer que el financiamiento para los distritos escolares más pobres sea más igual al de sus contrapartes más prósperas. Después de una reacción favorable al plan por parte de los legisladores, convocó una sesión legislativa especial para convocar el 8 de julio para considerar el plan. Después de dos semanas de deliberación, la Asamblea General aprobó el plan de educación de Collins, triplicando el impuesto de licencia corporativa a $2.10 por cada $1,000 para pagar el paquete. La Asamblea rechazó un aumento propuesto de cinco centavos por galón en el impuesto estatal a la gasolina para financiar otros gastos.
Collins presionó para conseguir más fondos para la enseñanza superior en la sesión legislativa de 1986, como continuación de su éxito en la sesión especial de 1985. Como resultado, los legisladores añadieron 100 millones de dólares al presupuesto bienal para la enseñanza superior. También aprobaron la compra de nuevos libros de texto de lectura y la puesta en marcha de un programa piloto de preescolar, pero no atendieron la petición de Collins de 3,9 millones de dólares adicionales para mejorar el programa estatal de formación profesional. Los legisladores acordaron convocar un referéndum sobre el cambio constitucional apoyado por Collins que habría hecho que el superintendente de educación del estado fuera designado en lugar de electivo. A pesar de la campaña dirigida por Collins en apoyo de la enmienda, los votantes estatales la rechazaron en noviembre de 1986. Sin embargo, el aumento del impuesto de sociedades fue insuficiente para cubrir el coste del incremento del presupuesto educativo. En 1987, Wallace Wilkinson, el candidato demócrata a gobernador que sucedería a Collins, se opuso a un plan para recaudar fondos modificando el impuesto estatal sobre la renta.

### Planta de ensamblaje de Toyota
En marzo de 1985, Collins se embarcó en la primera de varias misiones comerciales a Japón . Regresó allí en octubre de 1985 y también visitó China. – una novedad para cualquier gobernador de Kentucky – fomentar la apertura de los mercados chinos para los productos de Kentucky y establecer una relación de "estado hermano" con la provincia china de Jiangxi . Los esfuerzos de Collins en Japón produjeron su logro más significativo como gobernadora – convencer a Toyota de ubicar una planta de fabricación de $800 millones en Georgetown . Según los informes publicados, se eligió la ubicación de Kentucky sobre los sitios propuestos en Indiana, Misuri, Tennessee y Kansas.
El acuerdo con Toyota estaba supeditado a la aprobación legislativa de $125 millones en incentivos prometidos a Toyota por Collins y el secretario de Comercio del estado , Carroll Knicely . incluyeron $35 millones para comprar y mejorar 1600 acres (647,5 ha) terreno a entregar a Toyota para la planta, $33 millones para capacitación inicial de empleados, $10 millones para un centro de desarrollo de habilidades para empleados y $47 millones en mejoras de carreteras cerca del sitio. El paquete de incentivos fue aprobado en la sesión legislativa de 1986. El fiscal general del estado , David L. Armstrong, expresó su preocupación de que los incentivos pudieran entrar en conflicto con la constitución estatal al otorgar obsequios del tesoro estatal a una empresa privada, pero concluyó que la Asamblea General había hecho "un esfuerzo de buena fe para cumplir con los constitución".
Dadas las preocupaciones de Armstrong, la administración contrató al abogado general J. Patrick Abell para presentar un caso de prueba amistoso para determinar la constitucionalidad del paquete de incentivos. Mientras la demanda estaba pendiente, el Lexington Herald-Leader informó que la administración no había incluido el interés de los bonos utilizados para financiar los gastos en su estimación del costo; esto, más los sobrecostos informados por el Herald-Leader, ya habían elevado el costo total del paquete a alrededor de $354 millones a fines de septiembre de 1986. En octubre, Toyota acordó cubrir los sobrecostos asociados con la preparación del sitio para la construcción.
Los que se oponen a los incentivos económicos de Toyota se unieron a la prueba del estado. En octubre de 1986, el juez de la corte de circuito del condado de Franklin, Ray Corns, emitió un fallo inicial de que el paquete no violaba la constitución estatal, pero ambas partes le pidieron a la Corte Suprema de Kentucky que tomara una decisión final. El 11 de junio de 1987, la Corte Suprema de Kentucky dictaminó 4-3 que el paquete cumplía un propósito público y, por lo tanto, era constitucional.
Poco después del anuncio de que Toyota se mudaría a Georgetown, Collins, en su calidad de gobernadora, condenó una porción de tierra perteneciente al desarrollador inmobiliario Gordon Taub. Taub poseía 60 acres (24,3 ha) dentro del sitio de la planta de Toyota y 4,2 acres (1,7 ha) fueron condenados a construir una carretera de cuatro carriles hasta la entrada de la planta de Toyota. Taub impugnó la condena, afirmando que el Estado Libre Asociado no tenía derecho a condenar la propiedad privada para el uso de una corporación pública con fines de lucro. En el juicio, Collins se convirtió en el primer gobernador en ejercicio de Kentucky en testificar ante el tribunal. Estuvo representada por el exgobernador Bert T. Combs ; Taub estuvo representado por el exgobernador Louie B. Nunn . Esta fue también la primera vez en la historia de Kentucky que dos exgobernadores representaron a partidos opuestos en una acción legal.
Posteriormente, Toyota instaló varias plantas de ensamblaje en todo el estado; Cerca del final del mandato de Collins, el Gabinete de Comercio del estado informó que se habían construido 25 plantas de fabricación relacionadas con automóviles en 17 condados desde el anuncio de Toyota.
En 1987, Collins prometió $10 millones en ayuda estatal a Ford para incentivar a la empresa a ampliar su planta de montaje de camiones en Louisville . El estado experimentó un crecimiento laboral récord bajo el plan de desarrollo económico de Collins, que incluyó intentos de atraer empresas nacionales e internacionales. La tasa de desempleo del estado cayó del 9,7 por ciento en octubre de 1983 al 7,2 por ciento en octubre de 1987; según las propias cifras de la administración, crearon un aumento neto de 73.000 puestos de trabajo en el estado durante el mandato de Collins.

## Actividades después de dejar el cargo
El mandato de Collins expiró el 8 de diciembre de 1987 y, según las restricciones entonces presentes en la Constitución de Kentucky, no era elegible para mandatos consecutivos . En 1988, aceptó un puesto como "ejecutiva residente" en la Universidad de Louisville, dando conferencias a los estudiantes de las clases de negocios de la universidad. También inició una firma de consultoría de comercio internacional en Lexington. Cuando el presidente de la Universidad de Western Kentucky, Kern Alexander, renunció para aceptar un puesto en Virginia Tech en 1988, Collins estaba entre los cuatro finalistas para sucederlo. Algunos miembros de la facultad expresaron públicamente su preocupación por la falta de experiencia académica de Collins, y ella retiró su nombre de la consideración poco antes de que se anunciara el nuevo presidente.
Después de cumplir con su compromiso de un año con la Universidad de Louisville, Collins fue nombrada miembro de la Escuela de Gobierno John F. Kennedy del Instituto de Política de Harvard, impartiendo clases sin crédito sobre estilos de liderazgo una vez por semana. Simultáneamente con su puesto en Harvard, Collins fue nombrada miembro de la junta de regentes de Midway College en 1989; al año siguiente, fue removida de la junta de regentes del Seminario Teológico Bautista del Sur. Su destitución se activó automáticamente después de que faltó a tres reuniones consecutivas de la junta entre 1986 y 1989. En 1990, Collins aceptó la presidencia de Saint Catharine College en Springfield, Kentucky, convirtiéndose en la primera presidenta de la pequeña universidad católica que no era una monja dominicana . Los funcionarios de la universidad declararon que Collins fue reclutado para la presidencia para elevar el perfil de la universidad.
En 1993, el marido de Collins, Bill, fue acusado de un escándalo de tráfico de influencias. La acusación afirmó que mientras Collins era gobernador, el Dr. Collins aprovechó la percepción de que podía influir en la adjudicación de contratos estatales a través de su esposa. Se alegó que explotó esta percepción para presionar a las personas que hacían negocios con el estado para que invirtieran casi $2 millones con él. Fue condenado el 14 de octubre de 1993, luego de un juicio de siete semanas; se le impuso una sentencia de cinco años y tres meses en una prisión federal, que estaba en el extremo inferior del rango prescrito por las pautas federales de sentencia . También fue multado con $20,000 por un cargo de conspiración que involucró sobornos disfrazados de contribuciones políticas. El gobernador Collins fue llamado a testificar en el juicio, pero no fue acusado. Sin embargo, el escándalo empaña su imagen y puede haberle costado un nombramiento en la administración del presidente Bill Clinton . También se rumoreaba que Collins estaba considerando postularse para el Senado de los Estados Unidos, una candidatura que nunca se materializó luego de la condena de su esposo. Los Collins se reunieron luego de la liberación del Dr. Collins de prisión el 10 de octubre de 1997.
En 1996, Collins dimitió como presidenta del Saint Catharine College para dirigir el International Business and Management Center de la Universidad de Kentucky. Ese mismo año, en la Convención Nacional Demócrata, fue copresidenta del Comité de Credenciales. Collins aceptó un puesto a tiempo parcial como "becaria ejecutiva residente" en el Georgetown College tras expirar su contrato con la Universidad de Kentucky en 1998. Esto le dio más tiempo para dedicarse a otros intereses. En 1999 fue nombrada Cónsul General Honoraria de Japón en Kentucky, cargo que le exigía promover los intereses japoneses en la Commonwealth, fomentar las inversiones japonesas en la zona y promover el intercambio cultural entre Kentucky y Japón. En 2001, el Gobernador Paul E. Patton la nombró copresidenta del Grupo de Trabajo de Kentucky sobre la Situación Económica de la Mujer. En enero de 2005 fue nombrada Presidenta y Consejera Delegada del Kentucky World Trade Center. Además de Eastman Kodak, ha formado parte de los consejos de administración de varias empresas.

### Premios y honores
Women Leading Kentucky, un grupo sin fines de lucro diseñado para promover la educación, la tutoría y la creación de redes entre mujeres profesionales de Kentucky, creó el Premio de Liderazgo Martha Layne Collins en 1999 para reconocer a "una mujer de logros de Kentucky que inspira y motiva a otras mujeres a través de sus logros personales, vida comunitaria y profesional"; Collins fue el primer receptor del premio. En 2003, Bluegrass Parkway de Kentucky pasó a llamarse Martha Layne Collins Bluegrass Parkway en su honor; Collins también recibió el Premio del Libro de Honor del Día Mundial del Comercio para el estado de Kentucky de la Asociación de Centros de Comercio Mundial ese año. En 2009, el Ministerio de Relaciones Exteriores de Japón la incorporó a la Orden del Sol Naciente, Estrella de Oro y Plata por sus contribuciones "al fortalecimiento de los intercambios económicos y culturales entre Japón y los Estados Unidos de América". La escuela secundaria Martha Layne Collins en el condado de Shelby fue nombrada en su honor y abrió sus puertas en 2010.